# Медзская волость
Ме́дзская во́лость (латыш. Medzes pagasts) — одна из территориальных единиц Южно-Курземского края Латвии, в историко-культурной области Курземе. Находится на западе края. Граничит с городом Лиепая, с Вергальской, Дуналкской, Тадайкской и Гробинской волостями своего края. Волостной центр — село Капседе.

## История
В середине XIX века на территории нынешней Медзской волости находились Медзская, Матрская, Капседская, Ташская и частично Перконская волость. На рубеже веков они были объединены в одну — Медзскую волость. В 1945 году в Медзской волости были созданы Медзский и Капседский сельские советы. В 1949 году волостное деление было отменено. В 1954 году к Медзскому сельсовету был присоединён Капседский сельсовет, в 1968 году часть Ташского сельсовета, в свою очередь в 1968 и 1975 годах части Медзского сельсовета были присоединены к Вергальскому сельсовету. В 1990 году Медзский сельсовет был реорганизован в волость.
В 2009 году, в результате латвийской административно-территориальной реформы, Медзская волость вошла в состав Гробинского края. В ходе административно-территориальной реформы Латвии 2021 года, Гробинский край был упразднён, Медзская волость вошла в состав укрупнённого Южно-Курземского края.

## География
В западной части Медзской волости находится Пиемарская равнина Приморской низменности, к востоку от неё располагается Вартайская волнистая равнина Западной Курземской возвышенности. Самая высокая точка волости — 50,9 м над уровнем моря находится в восточной части волости. Граница двух природных территорий обозначена старым берегом Балтийского ледникового озера. Береговой склон высотой 15—26 м, местами разрезан плоскими древними оврагами. В нижней части склона имеются два подъёма. Это уникальное природное образование, возникшее 10—11 тысяч лет назад, является природным заповедником.
На юго-западе территория Медзской волости граничит с почти заросшим озером Тосмарес. На востоке расположено озеро Ташу, (площадью 94,9 га). Через озеро Ташу протекает крупнейшая река волости Аланде, которая впадает в Лиепайское озеро. На территории волости также находится часть олиготрофного болота Плочу. Леса занимают 23 % площади волости. В 1956 году было изучено Капседское доломитовое месторождение, давно использовавшееся для местных нужд. В промышленных целях месторождение не может быть использовано из-за гидроргеологических условий.

## Население
В 1935 году в Мездской волости проживало 2144 человека, из них латышей — 97,3 %, немцев — 0,9 %. В 2000 году в Мездской волости проживало 1440 человек, из них 49,4 % мужчин, 50,6 % женщин. По национальному составу: латышей — 91,2 %, литовцев — 3,7 %, русских — 2,6 %. В Капседе проживал 471 человек, в Таши — 85 человек, в Медзе — 47 человек.
По состоянию на 1 января 2022 года население волости составляло 1378 человек.

## Экономика
В 1935 году в Мездской волости насчитывалось 465 крестьянских хозяйств, работали ветряные и водяные мельницы, молокозавод, 8 кузнечных, 2 столярные мастерские и 3 мастерские по пошиву одежды, имелось 4 продовольственных магазина. В советское время были созданы колхозы «Padomju karogs» (рус. Советское знамя), «Cīņa» (рус. Борьба), «Pirmrindnieks» (рус. Передовик), имени Мичурина, совхоз «Медзе».
По состоянию на 2000 год в волости было 281 крестьянское хозяйство и 283 приусадебных хозяйства. Имелся большой комплекс по откорму свиней, асфальтобетонный завод, 3 магазина, АЗС. Начали развиваться нетрадиционные сельскохозяйственные отрасли — страусиная ферма и выращивание арбузов.

### Транспорт
Мездскую волость пересекала открытая в 1944 году железнодорожная линия Лиепая — Вентспилс (линия была закрыта в 1996 году, пути демонтированы в 2009 году).
Через территорию волости проходят региональные автодороги P110 Лиепая — Таши, P111 Вентспилс — Гробиня и местные автодороги V1188 Лиепая — Шкеде — Зиемупе, V1189 Таши — Абели, V1192 Априки — Цирава — Медзе, V1234 Таши — Зелмени и V1238 Калнейи — Матери.